# Beckov
Beckov este o comună slovacă, aflată în districtul Nové Mesto nad Váhom din regiunea Trenčín. Localitatea se află la altitudinea de 190 m deasupra n.m., se întinde pe o suprafață de 28,62 km2 și în 2017 număra 1.368 de locuitori. Se învecinează cu comuna Ivanovce.

## Istoric
Localitatea Beckov este atestată documentar din 1208.

## Demografie
| An:                | 1994 | 2004   | 2014   | 2024   |
| ------------------ | ---- | ------ | ------ | ------ |
| Număr de persoane: | 1360 | 1367   | 1349   | 1458   |
| Diferență:         |      | +0,51% | −1,31% | +8,08% |

| An:                | 2023 | 2024   |
| ------------------ | ---- | ------ |
| Număr de persoane: | 1466 | 1458   |
| Diferență:         |      | −0,54% |